# María Luz
«María Luz», anteriormente conocida como El romance de la niña María Luz, es la única novedad que trae el álbum recopilatorio Siglo XXI y que celebra los 30 años de la formación como grupo de Mecano, "sin expectación de retorno". Es la primera canción que el grupo publica desde 1998.
El tema compuesto por José María Cano en 1986 fue grabado como maqueta en 1988 y descartada del álbum Descanso dominical. En 2005 para celebrar los 25 años de formación del grupo se planeó lanzar Mecanografía un recopilatorio con temas inéditos del grupo entre ellos: "María Luz", "El pez", "Crucemos", "Lia", entre otros temas, sin embargo a la canción en cuestión fue filtrada ya en 2003 con el nombre de "El romance de la niña María Luz", e incluso a ser radiada por emisoras como Cadena Dial; aparentemente esto provocó que el recopilatorio fuera renombrado a Mecano: Grandes Éxitos ahora sin temas inéditos. Finalmente tras 23 años de ser compuesta se anuncia en el recopilatorio "Siglo XXI" en una nueva versión que se grabó en 2009 en la que Ana Torroja logra equiparar la voz y tonalidad de 10 años atrás, ahora remozada con un leve cambio de letra y con una sección de cuerdas grabada por la orquesta London Esemble, dirigida por Gavin Wright.
La canción es inconfundible a la hora de representar a la banda y homológa con las canciones del propio autor como Me cuesta tanto olvidarte, Mujer contra mujer, Naturaleza muerta o Hijo de la luna, que fueron escrita en la misma época.

"Es de esas (canciones) épicas de José, como Hijo de la luna, o Naturaleza muerta. Es de esas que cuentan historias como de rasgarse las vestiduras", opina Ana Torroja, y añade que la canción ahora tiene unos arreglos "diferentes, más actuales" que la han dejado "muy bonita, muy Mecano".

## Interpretación
La historia comienza con María Luz enamorada de un gitano llamado Antonio, que la enamora con promesas de casarse con ella, luego la deja y se va con otra con más dinero, a lo que María Luz se hace monja prometiendo dedicar su vida, su cuerpo y su alma a Jesús. Un buen día Antonio reaparece y ella enamorada vuelve a entregarse a él, siendo otra vez abandonada por éste, una noche mientras María Luz reza arrepentida por haberle fallado a Jesús en su promesa de serle devota, le pide que le perdone y que la siga queriendo y protegiendo, a lo que en lo que se supone un milagro Jesús le replica que si mira a su lado verá sus huellas, porque él no le ha sido infiel y siempre ha permanecido a su costado perdonándola y amándola, manteniéndose fiel.

El autor; que no ha dado ninguna declaración acerca de la canción, aparentemente quiere entrelazar dos traiciones, la que Antonio hace a María Luz al abandonarla antes de llegar al altar y la que María Luz comete al servicio de Dios al entregarse a Antonio cuando esta ya estaba en el convento. Esto podría ser para explicar el amor humano, que se deja llevar por las pasiones y tentaciones como en la primera traición, y el amor que Jesucristo tiene por los humanos, perpetuo a pesar de las traiciones como se muestra en el diálogo de María Luz con la imagen en que Jesucristo a pesar del error cometido por María Luz la perdona. Ésta es la única ocasión en la que el autor muestra un acercamiento a la religión a pesar de que su hermano Nacho ya lo había hecho con la canción J.C. en 1991.